# Acacia hartwegii
Acacia hartwegii är en ärtväxtart som beskrevs av George Bentham. Acacia hartwegii ingår i släktet akacior, och familjen ärtväxter. Inga underarter finns listade i Catalogue of Life.